# Volt
|  | Aquest article tracta sobre la unitat de la força electromotriu. Si cerqueu el partit polític paneuropeu, vegeu «Volt Europa». |

El volt és la unitat derivada del SI de la diferència de potencial elèctric o força electromotriu. El seu símbol és V, i rep el seu nom en honor del físic italià Alessandro Volta (1745-1827).

## Definició
Es defineix com la diferència de potencial al llarg d'un conductor quan un corrent d'un ampere dissipa un watt de potència. Utilitzant les unitats de base del SI seria m²·kg·s−3·A−1, que també pot ser representa com un joule (J) d'energia per coulomb (C) de càrrega, J/C.
{\displaystyle {\mbox{V}}={\dfrac {\mbox{W}}{\mbox{A}}}={\dfrac {{\mbox{W}}\cdot {\mbox{s}}}{{\mbox{A}}\cdot {\mbox{s}}}}={\dfrac {\mbox{J}}{\mbox{C}}}={\dfrac {{\mbox{N}}\cdot {\mbox{m}}}{{\mbox{A}}\cdot {\mbox{s}}}}={\dfrac {{\mbox{kg}}\cdot {\mbox{m}}^{2}}{{\mbox{A}}\cdot {\mbox{s}}^{3}}}}

### Mesura en funció de l'efecte Josephson
Amb la definició del volt és difícil disposar d'una referència pràctica per a fer les mesures. El 1987, a la 18a Conferència General de Pesos i Mesures es va decidir utilitzar l'efecte Josephson i es va instar a trobar un valor per a la constant de Josephson que havia de servir com a per a la mesura i que havia d'entrar en vigor el primer de gener del 1990, un any abans de la següent Conferència.
El 1991 la 19a Conferència General de Pesos i Mesures va adoptar el valor proposat pel CIPM per a la constant de Josephson:
{\displaystyle K_{j}-90={\frac {2e}{h}}} = 4,835979 10¹⁴ Hz/V = 0,4835979 GHz/μV.
Això permet disposar d'una referència de la mesura d'un volt a una freqüència precisa.

## Descripció
La diferència de potencial elèctric es pot imaginar com la facultat de moure càrregues elèctriques a través d'una resistència. En essència, el volt mesura la quantitat d'energia cinètica que transporta cada electró. El nombre d'electrons es mesura com a càrrega elèctrica, en coulombs. El volt es pot multiplicar pel flux corrent, mesurat en amperes (que són coulombs per segon) per tal d'obtenir el potencial elèctric total del corrent en watts. La diferència de potencial elèctric va ser anomenada força electromotriu o fem en una època en què en el món de la física s'utilitzava el mot força de manera poc acurada, avui dia aquest terme encara s'utilitza en algun context.

### Diferència de potencial elèctric
Entre dos punts d'un camp elèctric, com el que existeix a un circuit elèctric, la diferència de potencial és igual a la diferència del seu potencial elèctric. Aquesta diferència és proporcional a la força electroestàtica que tendeix a empènyer els electrons o d'altres portadors de càrrega elèctrica d'un punt a un altre. La diferència de potencial, el potencial elèctric i la força electromotriu es mesuren en volts, habitualment es denomina voltatge i se simbolitza amb V, tot i que de vegades s'utilitza {\displaystyle {\mathcal {E}}}, especialment per a la força electromotriu.
El voltatge és additiu en el sentit que el voltatge entre A i C és igual a la suma del voltatge entre A i B amb el voltatge entre B i C. Els diferents voltatges que pot haver-hi al llarg d'un circuit elèctric poden ser determinats utilitzant les lleis de Kirchhoff.
El voltatge és una propietat inherent a un camp elèctric, no als electrons individualment. Un electró que es mou a través d'una diferència de potencial experimenta un canvi net de la seva energia, que habitualment es mesura en electronvolt. Aquest efecte és anàleg a un massa que cau des d'una altura determinada a un camp gravitatori.

### Analogia hidràulica
Si es pensa en un circuit elèctric de manera anàloga a un circuit de tubs pels quals circula aigua impulsada per bombes en absència de gravetat, la diferència de potencial correspondria a la diferència de pressió al fluid entre dos punts diferents. Si hi ha una diferència de pressió entre dos punts, llavors l'aigua circularà del primer punt vers el segon i serà capaç de fer un treball, com podria ser moure una turbina.
Aquesta analogia és un bon mètode per explicar un bon nombre de conceptes elèctrics. A un sistema hidràulic, el treball fet per moure l'aigua és igual a la pressió multiplicada pel volum d'aigua mogut. De manera similar, a un circuit elèctric, el treball que es fa per moure electrons o d'altres portadors de càrregues és igual a la pressió elèctrica (un antic terme per al que avui coneixem com a voltatge) multiplicada per la quantitat de càrrega elèctrica moguda. Per tant, el voltatge és una bona manera per a quantificar la potencialitat de fer un treball físic.

### Definició tècnica
La diferència de potencial elèctric es defineix com la quantitat d'energia per unitat de càrrega necessària per a moure una càrrega elèctrica d'un punt a un altre, o de manera equivalent, com la quantitat de treball que una càrrega elèctrica pot fer en passar del primer al segon punt. La diferència de potencial entre dos punts a i b és la integral curvilínia del camp elèctric E:
{\displaystyle V_{a}-V_{b}=\int _{a}^{b}\mathbf {E} \cdot d\mathbf {l} =\int _{a}^{b}E\cos \phi dl.}

## Múltiples i submultiples
| Múltiple | Nom       | Símbol |       | Submúltiple | Nom | Símbol |
| -------- | --------- | ------ | ----- | ----------- | --- | ------ |
| 100      | volt      | V      |       |             |     |        |
| 10¹      | decavolt  | daV    | 10−1  | decivolt    | dV  |        |
| 10²      | hectovolt | hV     | 10−2  | centivolt   | cV  |        |
| 103      | quilovolt | kV     | 10−3  | mil·livolt  | mV  |        |
| 10⁶      | megavolt  | MV     | 10−6  | microvolt   | µV  |        |
| 10⁹      | gigavolt  | GV     | 10−9  | nanovolt    | nV  |        |
| 1012     | teravolt  | TV     | 10−12 | picovolt    | pV  |        |
| 1015     | petavolt  | PV     | 10−15 | femtovolt   | fV  |        |
| 1018     | exavolt   | EV     | 10−18 | attovolt    | aV  |        |
| 1021     | zettavolt | ZV     | 10−21 | zeptovolt   | zV  |        |
| 1024     | yottavolt | YV     | 10−24 | yoctovolt   | yV  |        |

## Voltatges comuns
| Aparell                                                 | Voltatge |
| ------------------------------------------------------- | --- |
| Potencial d'acció d'una neurona                         | a prop de 75 mV |
| Bateria de cèl·lula simple                              | 1,2 V |
| Bateria de mercuri                                      | 1,355 V |
| Bateria alcalina no recarregable                        | 1,5 V |
| Bateria recarregable de liti                            | 3,75 V |
| Transistor de tecnologia TTL                            | 5 V |
| Bateria PP3                                             | 9 V |
| Sistema elèctric d'un automòbil                         | 12 V |

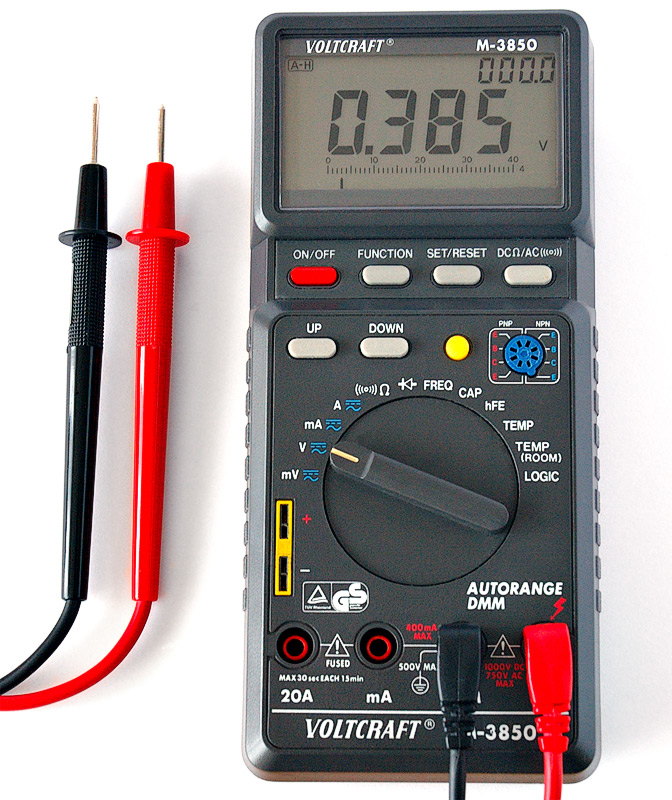
Multímetre amb què es poden mesurar diferents fenòmens elèctrics, incloent-hi el voltatge.

| Electricitat central d'un habitatge                     | 240 V a Oceania; 230 V Europa, Àsia, Àfrica; 120 V Nord-amèrica; 110 V Sud-amèrica (menys Argentina, Xile i el Perú 220 V), 100 V Japó |
| Rails del tren                                          | 600 a 700 V |
| Línies de potència de trens d'alt voltatge              | aprox. 25 kV |
| Xarxa de distribució d'energia elèctrica d'alt voltatge | 110 kV o més |
| Llamps                                                  | 100 MV |

## Història

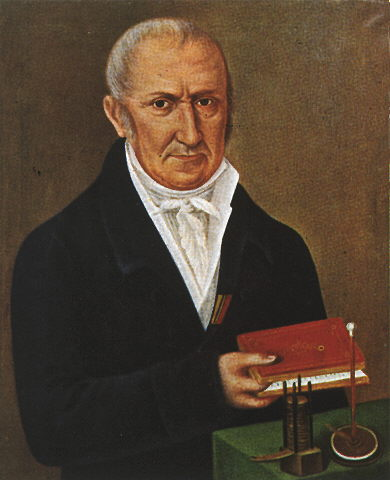
Alessandro Volta

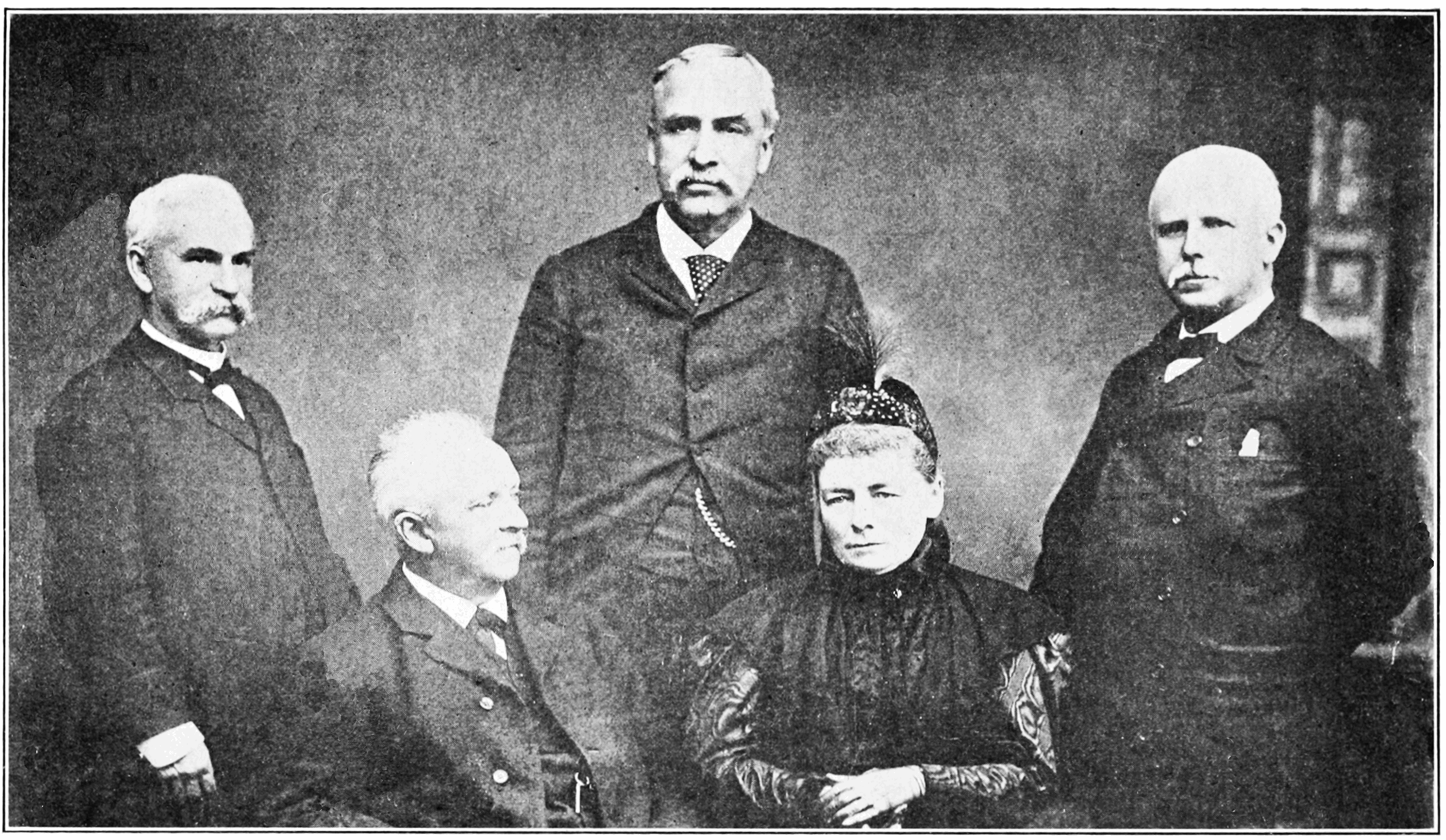
Fotografia de grup d'Hermann Helmholtz, la seva dona (assegut) i els seus amics acadèmics Hugo Kronecker (esquerra), Thomas Corwin Mendenhall (dreta), Henry Villard (centre) durant el Congrés Internacional d'Electricitat

L'any 1800, com a resultat d'un desacord professional sobre el galvanisme que propugnava Luigi Galvani, Alessandro Volta va desenvolupar la pila voltaica un precursor de la bateria elèctrica, que produïa un corrent estable. Volta va determinar que el parell de metalls més efectiu per a la producció d'electricitat era el zinc i la plata. Durant els anys 80 del segle xix l'International Electrical Congress, avui dia Comissió Electrotècnica Internacional, va aprovar el volt com a unitat de força electromotriu. En aquell moment es va definir el volt com la diferència de potencial al llarg d'un conductor quan un corrent d'un ampere dissipa un watt de potència. Volta havia determinat que el parell de metalls diferents més eficaç per produir electricitat era el zinc i la plata. El 1861, Latimer Clark i Sir Charles Bright van encunyar el nom "volt" per a la unitat de resistència. El 1873, l'Associació Britànica per a l'Avenç de la Ciència havia definit el volt, l'ohm i el farad. El 1881, el Congrés Elèctric Internacional, ara la Comissió Electrotècnica Internacional (IEC), va aprovar el volt com a unitat de força electromotriu. Van fer el volt igual a 108 unitats cgs de tensió, el sistema cgs en aquell moment era el sistema habitual d'unitats de la ciència. Van triar aquesta relació perquè la unitat de tensió cgs és inconvenientment petita i un volt en aquesta definició és aproximadament l'emf d'una cel·la Daniell, la font estàndard de tensió en els sistemes telègrafs de l'època. En aquell moment, el volt es va definir com la diferència de potencial [és a dir, el que avui dia s'anomena "tensió (diferència)"] a través d'un conductor quan un corrent d'un ampere dissipa un watt de potència.
El 1893 es va definir el volt internacional com 1/1,434 de la força electromotriu (fem) d'una cel·la Clark. Aquesta definició va ser abandonada el 1908 en favor d'una definició basada en l'ohm internacional i en l'ampere internacional, aquesta definició va ser abandonada el 1948.
Abans del desenvolupament del voltatge estàndard basar en la junció de Josephson, el volt era mantingut a laboratoris de diferents països basant-se en la utilització de bateries especials, les cel·les estàndard que eren cel·les Weston. Una cel·la Weston a una temperatura de 20 °C generava un voltatge d'1,01865 volts.
En el SI la unitat porta el nom d'Alessandro Volta. Com altres unitats del SI, es denomina amb el nom propi de la persona, que el descobreix. La primera lletra del seu símbol va en majúscula (V). Com a unitat del SI, el nom ha de començar amb una lletra minúscula (volt), llevat que la paraula estigui al principi d'una frase o sigui un títol.
El 20 de maig de 2019 va entrar en vigor una redefinició de les unitats base SI, inclosa la definició del valor de la càrrega elemental.

## Fórmules útils

### Circuits de corrent continu
En els circuits elèctrics de corrent continu es verifica que:
{\displaystyle V={\sqrt {PR}}}
{\displaystyle V={\frac {P}{I}}}
{\displaystyle V=IR\!\ }
On V és el voltage, I és el corrent elèctric, R és la resistència elèctrica i P és la potència elèctrica.

### Circuits de corrent altern
En els circuits elèctrics de corrent altern es verifica que:
{\displaystyle V={\frac {P}{I\cos \theta }}}
{\displaystyle V={\frac {\sqrt {PZ}}{\sqrt {\cos \theta }}}\!\ }
{\displaystyle V={\frac {IR}{\cos \theta }}}
On V és el voltage, I és el corrent elèctric, R és la resistència elèctrica, P és la potència elèctrica efectiva, Z és la impedància i θ l'angle de fase (fasor).

### Conversions en corrent altern
{\displaystyle V_{mig}=,637V_{pic}\!\ }
{\displaystyle V_{efect}=,707V_{pic}\!\ }
{\displaystyle V_{efect}=,354V_{ppic}\!\ }
{\displaystyle V_{mig}=,319V_{ppic}\!\ }
{\displaystyle V_{mig}=,9V_{mig}\!\ }
{\displaystyle V_{pic}=,5V_{ppic}\!\ }

Voltatge altern sinusoidal
1 = Amplitud,
2 = Amplitud pic a pic,
3 = Amplitud eficaç,
4 = Període

On Vpic és el pic de voltatge, Vppic és el valor del voltatge pic a pic, Vmig és el valor mitjà del voltatge, Vefect és al valor del voltatge efectiu.

### Voltatge total
Fonts de voltatge i caigudes en un circuit elèctric en sèrie:
{\displaystyle V_{T}=V_{1}+V_{2}+V_{3}+V_{4}+...\!\ }
Fonts de voltatge i caigudes en un circuit elèctric en paral·lel:
{\displaystyle V_{T}=V_{1}=V_{2}=V_{3}=V_{4}=...\!\ }

### Caiguda de tensió
La caiguda de tensió per a alguns components és:
- A una resistència r

{\displaystyle V_{r}=IR_{r}\!\ }
- A un condensador c

{\displaystyle V_{c}=IX_{c}\!\ }
- A un inductor i

{\displaystyle V_{i}=IX_{i}\!\ }
On V és el voltage, I és el corrent elèctric, R és la resistència elèctrica (la propietat) i X és la reactància.